# رابرت لوسی
رابرت لوسی (انگلیسی: Robert Lucy؛ ۲۰ فوریه ۱۹۲۳ – ۲۳ دسامبر ۲۰۰۹) ژیمناست هنری اهل سوئیس بود.
وی در مسابقات کشوری و بین‌المللی در مجموع برندهٔ ۱ مدال نقره شده‌است.